# Jean Kuntzmann
Jean Kuntzmann (* 1912; † 19. Dezember 1992 in Grenoble) war ein französischer Angewandter Mathematiker und Informatiker. Er war Professor und Leiter der Abteilung Angewandte Mathematik an der Faculté des Sciences in Grenoble, wo er 1951 das erste dortige Labor für Numerische Mathematik einrichtete, aus dem später unter anderem die Informatik Abteilung der Universität Grenoble hervorging.
1929 gewann er den ersten Preis in Mathematik in den landesweiten Aufnahmeprüfungen für die Grande Ecoles (Concours Général) und studierte danach Mathematik an der École normale supérieure, mit dem Abschluss (Agrégation) 1934. Nach einem Deutschland Aufenthalt wurde er 1940 bei Georges Valiron promoviert (Contribution à l'étude des systèmes multiformes). 1939 wurde er eingezogen und war bis 1945 Kriegsgefangener. In dieser Zeit wurde er 1942 zum Maître de conférences in Grenoble, wo er nach dem Krieg ab 1945 Professor war. Grenoble war vor allem eine Universität zur Ausbildung von Ingenieuren, wozu er ein Mathematik-Kurrikulum entwickelte. Direktor des Polytechnikums war damals Felix Esclangon. Enge Kooperationen mit der Industrie (und der staatlichen französischen Luftfahrtforschung) waren die Grundlage für die Entwicklung des Labors für Numerische Mathematik und der Informatik Institute in Grenoble. Später ging daraus unter anderem das Institut d'informatique et mathématiques appliquées de Grenoble (IMAG) hervor. Kuntzmann war auch 1958 Gründer der ENSIMAG (École nationale supérieure d’informatique et de mathématiques appliquées) in Grenoble.

## Schriften
- Méthodes numériques ; Interpolations, Dérivées, Dunod 1959
- Mathématiques de la Physique et de la Technique, Hermann 1961
- Algèbre de Boole, Dunod, 1965, 1969
- Où vont les mathématiques ? Reflexions sur l´enseignement et la recherche, Hermann 1967
- Séries, Hermann, 1967
  - deutsche Übersetzung: Unendliche Reihen, WTB, Akademie Verlag, Berlin 1971
- Systèmes différentiels, Hermann 1967
  - deutsche Übersetzung: Systeme von Differentialgleichungen, WTB, Akademie Verlag, Berlin 1970
- Variable Complexe, Hermann 1967
  - deutsche Übersetzung: Komplexe Veränderliche, WTB, Akademie Verlag, Berlin 1970
- mit P. Naslin Algèbres de Boole et machines logiques, Dunod 1968
- Fundamental Boolean Algebra, London, Blackie 1967
- Méthodes numériques, Hermann 1969
- Théorie des Réseaux-Graphes, Dunod 1972
- Apport de l'Informatique à l'Enseignement des Mathématiques, Cedic 1974
- Evaluation et critiques des enseignements mathématiques, Cedic 1976